# Фрейзер, Херман
Херман Роланд Фрейзер (англ. Herman Ronald «Herm» Frazier; род. 29 октября 1954, Филадельфия, Пенсильвания) — американский легкоатлет (бег на короткие дистанции), чемпион Панамериканских игр, чемпион и призёр летних Олимпийских игр 1976 года в Монреале.

## Биография
На Олимпийских играх Фрейзер выступал в беге на 400 метров и эстафете 4×400 метров. В первом виде Фрейзер пробежал дистанцию за 44,95 секунды, заняв третье место после кубинца Альберто Хуанторены и американца Фреда Ньюхауса. В эстафете команда США (Герман Фрейзер, Бенджамин Браун, Фред Ньюхаус, Макси Паркс), за которую Фрейзер бежал на первом этапе, завоевала золотые медали (2:58,65 с), опередив сборные Польши (3:01,43 с) и ФРГ (3:01,98 с).

## Награды
Фрейзер получил множество наград, в том числе Серебряную юбилейную награду Национальной ассоциации студенческого спорта (NCAA) (выпуск 2002 года), которой отмечались «выдающиеся бывшие студенты-спортсмены, которым исполнилось 25 лет после окончания колледжа». Фрейзер был одним из 461 спортсмена, получившего золотую медаль Конгресса США из-за бойкота США летних Олимпийских игр 1980 года в Москве.
В 2003 году журнал «Sports Illustrated» назвал его одним из 100 наиболее влиятельных представителей меньшинств в спорте. Он был назван одним из 50 самых влиятельных афроамериканцев в спорте в мартовском номере журнала «Black Enterprise» за 2005 год. В 2002 году его друзья и коллеги из Университета штата Аризона учредили стипендию Германа Фрейзера по политическим наукам, чтобы «отпраздновать и почтить жизненные достижения г-на Фрейзера» и наградить «достойного студента-политолога».
5 ноября 2020 года Фрейзер был введён в Зал спортивной славы Филадельфии.